# 슈어 보수행렬
선형 대수학 및 행렬론에서 슈어 보수행렬(슈어補數行列,Schur complement matrix)은 행렬  블럭이 슈어 보완 또는 슈어 보충(즉, 더 큰 행렬 내의 부분 행렬)으로 다음과 같이 정의된다.
{\displaystyle A,B,C,D} 가 각각 {\displaystyle p\times p,p\times q,q\times p}및{\displaystyle q\times q}행렬이고 {\displaystyle D}가 역변환 가능하다고 가정한다.
{\displaystyle M=\left[{\begin{matrix}A&B\\C&D\end{matrix}}\right]}
{\displaystyle M} 은 {\displaystyle (p+q)\times (p+q)} 행렬이다.
그 다음, 행렬{\displaystyle M} 의 블록 {\displaystyle D} 의 슈어 보수행렬은{\displaystyle p\times p} 행렬이다
{\displaystyle {{M} \over {D}}=A-BD^{-1}C\,}
행렬 {\displaystyle M} 의 블록{\displaystyle A}의 슈어 보수는{\displaystyle q\times q} 행렬
{\displaystyle {{M} \over {A}}=D-CA^{-1}B\,}
{\displaystyle A}또는{\displaystyle D}가 가역행렬인 경우, {\displaystyle {{M} \over {D}}}및 {\displaystyle {{M} \over {A}}}의 역은 "일반화된 슈어 보수"라고 불리는 것을 산출하는 일반화된 역(Generalized inverse)으로 대체 될 수 있다.
슈어 보수행렬은 이전에도 사용되었지만 슈어 보조정리를 증명하는 데 사용한 이사이 슈어(Issai Schur)의 이름을 따서 명명되었다.
에밀리 헤이즈워쓰(Emilie Haysworth)는 슈어 보완이라는 명칭을 처음으로 사용했다.
슈어 보수는 수치 해석, 통계 및 행렬 분석 분야의 핵심 도구로 사용되고 있다.

## 같이 보기
- 역행렬

## 참고
- http://www.sciencedirect.com/science/article/pii/0097316573900083

1. ↑  Zhang, Fuzhen (2005). 《The Schur Complement and Its Applications》. Springer. doi:10.1007/b105056. ISBN 0-387-24271-6.
2. ↑  Haynsworth, E. V., "On the Schur Complement", Basel Mathematical Notes, #BNB 20, 17 pages, June 1968.